# Federico Vizcarra
Federico Vizcarra Carrillo (ur. 25 listopada 1964) – meksykański judoka. Dwukrotny olimpijczyk. Zajął trzynaste miejsce w Los Angeles 1984 i Seulu 1988 w kategorii do 71 kg.
Zdobył cztery medale na mistrzostwach panamerykańskich, srebrny w 1985 i 1988. Trzeci na igrzyskach Ameryki Środkowej i Karaibów w 1986 roku.

## Letnie Igrzyska Olimpijskie 1984
| Konkurencja | Walki                   | Walki                       | Klas. końcowa |
| Konkurencja | 1/16                    | 1/8                         | Miejsce       |
| ----------- | ----------------------- | --------------------------- | ------------- |
| waga lekka  | Hugo d’Assunção (POR) W | Hidetoshi Nakanishi (JPN) P | 13.           |

## Letnie Igrzyska Olimpijskie 1988
| Konkurencja | Walki               | Walki                 | Klas. końcowa |
| Konkurencja | 1/16                | 1/8                   | Miejsce       |
| ----------- | ------------------- | --------------------- | ------------- |
| waga lekka  | Ángelo Ruiz (PRI) W | Stewart Brain (AUS) P | 13.           |